# Cultura de Wietenberg

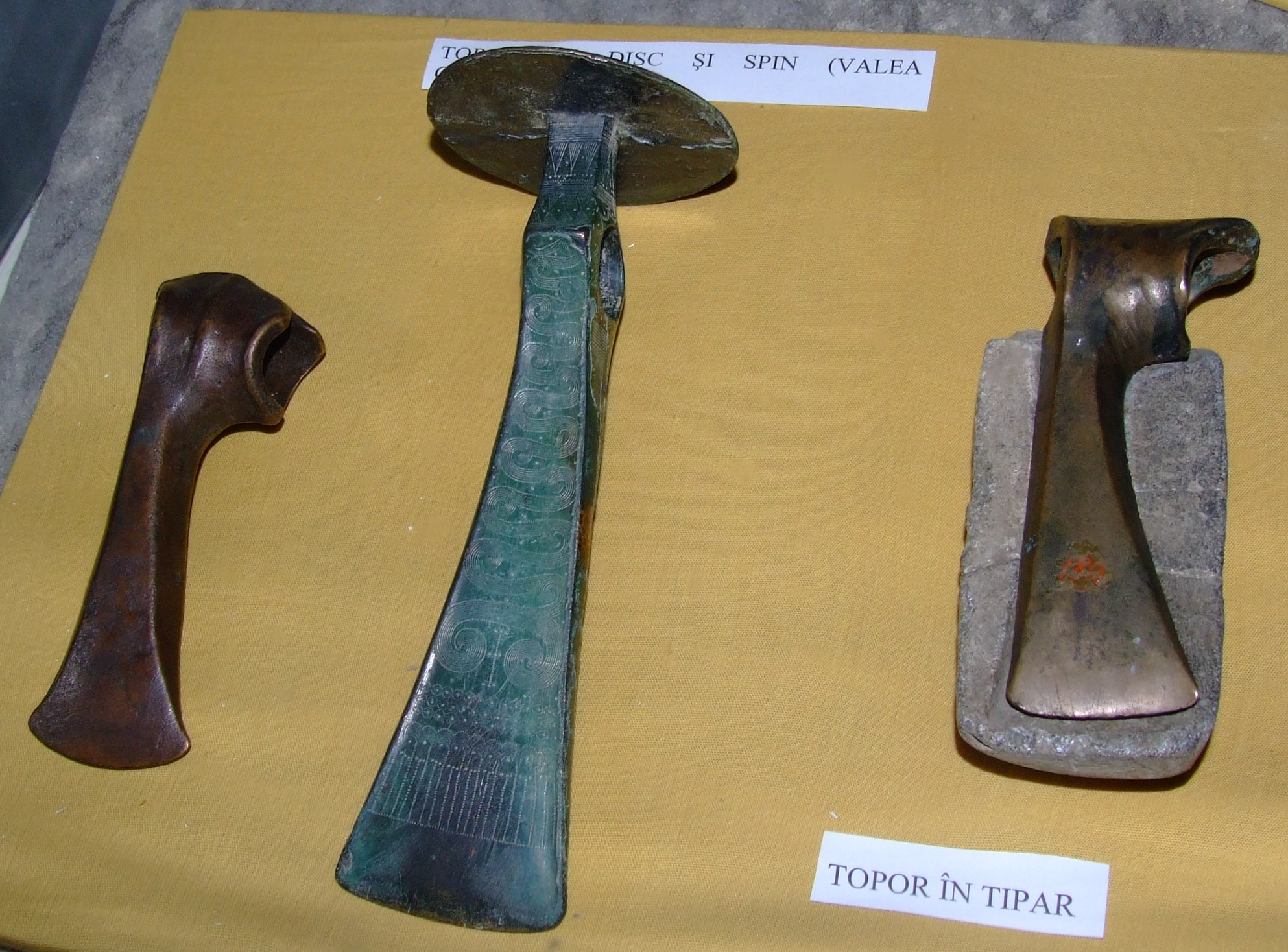
Hachas de combate
Cultura de Wietenberg.

La cultura de Wietenberg fue una etapa decorativa de la Edad del Bronce en los Cárpatos, que en esa región se vivió entre los años 2300 a. C. y 1500 a. C. La cultura toma su nombre de Wietenberg, un yacimiento arqueológico situado sobre una colina en Transilvania.
Destacó por sus cerámicas decoradas con acanaladuras paralelas distribuidas en distintos grupos, de manera que formaban diferentes geometrías, destacándose la greca en curva y la espiral. Su principal hito, sin embargo, no es la cerámica sino un altar situado en medio de una población, decorado con los motivos descritos, que crean una gran sensación de relieve.